# Янбу – Рабіг
Янбу – Рабіг – трубопровідна система, споруджена для подачі зріджених вуглеводневих газів (ЗВГ) до комплексу Petro Rabigh, що працює на західному узбережжі Саудівської Аравії.
Ще у 1980-х роках в Янбу почала працювати установка фракціонування суміші ЗВГ, яка продукує різні гомологи метану. В 2000-х дещо південніше по узбережжю в Рабіг почалось будівництво потужного нафтопереробного та нафтохімічного комплексу, у складі якого зокрема були:
- установка парового крекінгу, що мала працювати на етані;
- установка алкілювання, де, зокрема, провадиться ізомеризація бутану із наступним застосуванням ізобутану для продукування високооктанових компонентів пального.
Як наслідок, між Янбу та Рабіг проклали два трубопроводи довжиною по 215 км, один з яких мав діаметр 450 мм та призначався для транспортування етану, а другий з діаметром 150 мм мав перекачувати бутан. Трубопроводи досягнули будівельної готовності у 2008 році.